# El Choro (Oruro)
El Choro is een plaats in het departement Oruro, Bolivia. Het is hoofdplaats van de gemeente El Choro, gelegen in de Cercado provincie.

## Bevolking
| Jaar | Populatie |
| ---- | --------- |
| 1992 | 227       |
| 2001 | 461       |
| 2012 | 185       |